# Antonin Scalia
Antonin Gregory Scalia (Trenton, 11 de março de 1936 — Marfa, 13 de fevereiro de 2016) foi um juiz associado da Suprema Corte dos Estados Unidos de setembro de 1986 até sua morte em fevereiro de 2016. Era considerado politicamente muito conservador.

## Vida
Foi casado durante mais de cinquenta anos com Maureen McCarthy. O casal teve nove filhos: Ann Forrest, Eugene, John, Francis, Catherine Elisabeth, Mary Clare, Paul David, Mathew, Cristopher James e Margareth Jane.[carece de fontes?]
Graduou-se na Universidade de Georgetown e na Universidade de Friburgo (Suíça). Obteve seu doutorado na Faculdade de Direito da Universidade Harvard.
Foi bolsista da Universidade Harvard de 1960 a 1961; exerceu a advocacia em Cleveland, Ohio, de 1961 a 1967; professor de direito da Universidade de Virgínia de 1967 a 1971; professor de direito da Universidade de Chicago e professor visitante das Universidades de Georgetown e Stanford de 1977 a 1982; presidente da Conferência de Presidentes  Seção de 1982 a 1983. Ocupou também cargos no governo federal como advogado-geral da Oficina de Política de Telecomunicações de 1971 a 1972; presidente da Conferência Administrativa dos Estados Unidos de 1972 a 1974; subprocurador-geral para a Direção de Assessoria Legal de 1974 a 1977; juiz do Tribunal de Apelações do Distrito de Columbia de 1982 a 1986.
O presidente Ronald Reagan o nomeou juiz associado da Suprema Corte dos Estados Unidos e assumiu o cargo em 26 de setembro de 1986.
Scalia morreu aos 79 anos de idade, a 13 de fevereiro de 2016, num rancho no Texas, onde estava com outros membros de um grupo de caça. A causa da morte ainda é incerta. Seus colegas disseram que na sexta-feira (12 de fevereiro) à noite ele foi dormir mas não estava se sentindo bem, e, quando eles acordaram, o encontraram já morto.